# Wariraptor

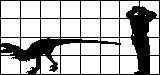
Porównanie wielkości wariraptora i człowieka

Wariraptor (Variraptor mechinorum) – niepewny rodzaj teropoda, występujący pod koniec kredy na terenach Francji.
Nazwa rodzajowa odnosi się do departamentu Var, gdzie znaleziono skamieniałości tego dinozaura, a epitet naukowy honoruje odkrywców. Skamieniałości wariraptora początkowo zostały uznane za należące do elopteryksa – teropoda znanego z fragmentarycznych skamieniałości, odkrytych w Rumunii. dinozaur ten został opisany na podstawie: dalszego kręgu grzbietowego (MDE – D 168), miednicy (MDE – D 169), pięciu kręgów krzyżowych i kości barkowej ((MDE – D 158). Z czasem przypisano do tego rodzaju również inne kręgi, kość udową oraz kość ramieniową (MDE-D 158). Allain i Taquet uznali z powodu niediagnostycznego wariraptora za nomen dubium – rodzaj niepewny. Jedni uważają wariraptora za chimerę, a inni za synonim pyroraptora. Szacuje się, że osiągał ok. 2 metrów długości